# Vjacseszlav Mihajlovics Szemenov
Vjacseszlav Mihajlovics Szemenov, ukránul: В'ячеслав Михайлович Семенов, oroszul: Вячеслав Михайлович Семёнов, Vjacseszlav Mihajlovics Szemjonov (Kijev, 1947. augusztus 18. – 2022. augusztus 12.) olimpiai bronzérmes szovjet válogatott ukrán labdarúgó, középpályás.

## Pályafutása

### Klubcsapatban
A Gyinamo Kijev korosztályos csapatában kezdte a labdarúgást. 1966-ban mutatkozott be az első csapatban, de 1969-ig csak három bajnoki mérkőzésen szerepelt. 1969 és 1972 között a Zarja Vorosilovgrád, majd 1973–74-ben ismét a Gyinamo labdarúgója volt. 1975-ben a Dnyipro, 1976–77-ben újra a Zarja játékosa volt. 1978-ban a CSZKA Kijev játékosedzőjeként fejezte be az aktív labdarúgást. A Gyinamóval négy, a Zarjával egy szovjet bajnoki címet nyert.

### A válogatottban
1972-ben 11 alkalommal szerepelt a szovjet válogatottban és négy gólt szerzett. Tagja volt az 1972-es müncheni olimpián bronzérmes együttesnek. Az olimpiai válogatottban ötször lépett pályára és három gólt ért el.

### Halála
2022. augusztus 12-én, mindössze hat nappal a 75. születésnapja előtt hunyt el.

## Sikerei, díjai
Szovjetunió
- Olimpiai játékok
  - bronzérmes: 1972, München

 Gyinamo Kijev
- Szovjet bajnokság
  - bajnok (4): 1966, 1967, 1968, 1974
- Szovjet kupa
  - győztes (2): 1966, 1974

 Zarja Vorosilovgrád
- Szovjet bajnokság
- bajnok: 1972

## Statisztika

### Mérkőzései a szovjet válogatottban
| Szovjetunió | Szovjetunió          | Szovjetunió                            | Szovjetunió   | Szovjetunió | Szovjetunió | Szovjetunió               | Szovjetunió | Szovjetunió |
| #           | Dátum                | Helyszín                               | Hazai         | Eredmény    | Vendég      | Kiírás                    | Gólok       | Esemény     |
| ----------- | -------------------- | -------------------------------------- | ------------- | ----------- | ----------- | ------------------------- | ----------- | ----------- |
| 1.          | 1972. június 29.     | São Paulo, Morumbi Stadion (BRA)       | Uruguay       | 0 – 1       | Szovjetunió | Brazil függetlenségi kupa | -           |             |
| 2.          | 1972. július 2.      | Belo Horizonte, Estádio Mineirão (BRA) | Argentína     | 1 – 0       | Szovjetunió | Brazil függetlenségi kupa | -           | 46'         |
| 3.          | 1972. július 6.      | Belo Horizonte, Estádio Mineirão (BRA) | Portugália    | 1 – 0       | Szovjetunió | Brazil függetlenségi kupa | -           |             |
| 4.          | 1972. augusztus 6.   | Stockholm, Råsunda Stadion             | Svédország    | 4 – 4       | Szovjetunió | barátságos                | 1           | 44'         |
| 5.          | 1972. szeptember 1.  | Regensburg, Jahnstadion (FRG)          | Mexikó        | 1 – 4       | Szovjetunió | olimpiai csoportkör       | 1           | 58'         |
| 6.          | 1972. szeptember 3.  | München, Olimpiai Stadion (FRG)        | Marokkó       | 0 – 3       | Szovjetunió | olimpiai középdöntő       | 1           | 1' 68'      |
| 7.          | 1972. szeptember 5.  | Augsburg, Rosenaustadion (FRG)         | Lengyelország | 2 – 1       | Szovjetunió | olimpiai középdöntő       | -           | 73'         |
| 8.          | 1972. szeptember 8.  | Augsburg, Rosenaustadion (FRG)         | Dánia         | 0 – 4       | Szovjetunió | olimpiai középdöntő       | 1           | 55' 65'     |
| 9.          | 1972. szeptember 10. | München, Olimpiai Stadion (FRG)        | NDK           | 2 – 2       | Szovjetunió | olimpiai 3. helyért       | -           | 68'         |
| 10.         | 1972. október 13.    | Párizs, Parc des Princes               | Franciaország | 1 – 0       | Szovjetunió | vb-selejtező              | -           |             |
| 11.         | 1972. október 18.    | Dublin, Lansdowne Road                 | Írország      | 1 – 2       | Szovjetunió | vb-selejtező              | -           |             |
|             | Összesen             |                                        |               | 11          | mérkőzés    |                           | 4           | gól         |